# 德羅訥河
德羅訥河（法語：Dronne，法語發音：[dʁɔn]，亦作，[dʁon]）是法國的一條河流，位於該國西南部，屬於伊勒河的支流，河道全長201公里，流域面積2,816平方公里，平均流量每秒25立方米，發源自沙吕以東，河口處在库特拉。

## 外部連結
- http://www.geoportail.fr （页面存档备份，存于）
- （法文） Sandre数据库中的德羅訥河 （页面存档备份，存于）